# Campaign for Liberty
La Ron Paul's Campaign for Liberty (Campagna per la Libertà di Ron Paul) è un'organizzazione politica fondata dal congressista libertario Ron Paul. Tale associazione è la naturale continuazione della campagna presidenziale di Paul in occasione delle elezioni del 2008. È anche chiamata C4L.
La sua nascita, avvenuta il 10 giugno 2008, è stata annunciata ufficialmente il 12 luglio dello stesso anno, in concomitanza con lo stop della campagna presidenziale di Ron Paul.

## Missione
L'organizzazione Campaign for Liberty ha come missione la promozione e la difesa delle libertà individuali, della Costituzione, della moneta merce, del libero mercato e del non-interventismo attraverso attività politiche ed educative.

## Budget
Ron Paul ha fondato la C4L con una parte dei 4,7 milioni di dollari raccolti durante la campagna presidenziale, e l'organizzazione trae i suoi fondi attraverso donazioni volontarie.